# Meximieux
Meximieux is een gemeente in het Franse departement Ain (regio Auvergne-Rhône-Alpes). De gemeente telde 8.198 inwoners op 1 januari 2022.

## Geschiedenis
Rond 1070 liet de aartsbisschop van Lyon hier een kasteel bouwen. In 1308 werd Meximieux een bezit van de heren van Beaujeu. Guichard VI van Beaujeu verleende Meximieux stadsrechten. In 1327 kwam de stad in handen van de graaf van Vienne en in 1355 van de graaf van Savoye. Markies Ennemond Tocquet de Montgeffond was de laatste heer van Meximieux. Hij werd op 26 december 1793 gefusilleerd.
Op 1 en 2 september 1944 vond er een gewapend treffen plaats tussen Duitse troepen enerzijds en Amerikaanse troepen en Franse verzetslui anderzijds. Op 30 augustus was de Amerikaanse voorhoede in Meximieux aangekomen. Het Duitse 111e regiment Panzergrenadiers viel hun positie aan om de terugtrekking van Duitse troepen uit de Saônevallei te dekken. Bij de strijd verloren de Duitsers honderd man en drie tanks. De Amerikanen hadden veertien doden en 41 man werd krijsgevangen gemaakt. Bij de FFI vielen dertig doden en onder de burgers twaalf doden.

## Geografie
De oppervlakte van Meximieux bedroeg op 1 januari 2022 13,75 vierkante kilometer; de bevolkingsdichtheid was toen 596,2 inwoners per km².
De onderstaande kaart toont de ligging van Meximieux met de belangrijkste infrastructuur en aangrenzende gemeenten.

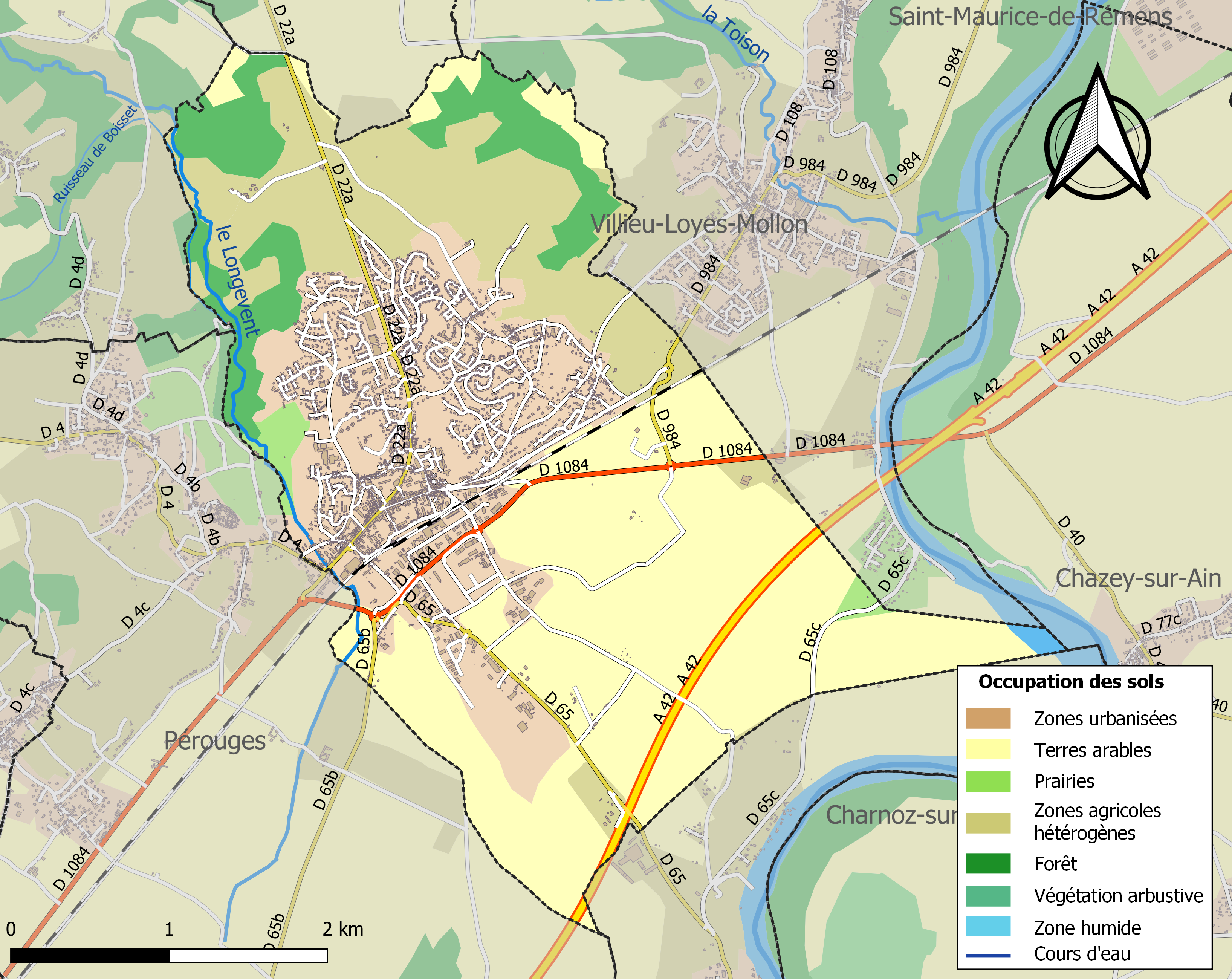

## Verkeer en vervoer
In de gemeente ligt spoorwegstation Meximieux-Pérouges. De autosnelweg A42 loopt door de gemeente.

## Demografie
Onderstaande figuur toont het verloop van het inwoneraantal van Meximieux vanaf 1962. De cijfers zijn afkomstig van het Frans bureau voor statistiek en bevatten geen dubbel getelde personen (volgens de gehanteerde definitie population sans doubles comptes).
Vanwege een beveiligingsprobleem met de MediaWiki Graph-software is het momenteel niet mogelijk deze grafiek weer te geven. Zodra de software is bijgewerkt zal de grafiek vanzelf weer zichtbaar worden.

## Geboren in Meximieux
- Claude Favre de Vaugelas (1585-1650), taalkundige